# Kölsch (pivo)
Kölsch je typ piva, který se vaří v Kolíně nad Rýnem a okolí. Pivo prochází svrchním kvašením a dozrává v chladnu. Má bledou, slámově žlutou barvu a jemnou ovocnou chuť a vůni. Obsahuje méně chmele než jiná německá piva. Obsah alkoholu se pohybuje podle výrobce mezi 4,4 % a 5,2 %.
Výrobou kölsche se zabývá 26 pivovarů, největší jsou Heinrich Reissdorf, Gaffel Becker a Cölner Hofbräu Früh. Celkově se vyprodukuje 2,18 milionu hektolitrů ročně (údaj z roku 2008).
První pivo tohoto typu se objevilo v Dormagenu v roce 1892. V roce 1985 uzavřeli kolínští sládci tzv. Kölsche Konvention, která stanovila standard toho piva a zakázala jeho výrobu mimo region. V roce 1997 získal kölsch chráněné zeměpisné označení v celé Evropě (rozhodnutí EWG č. 628/2008). Vyrábějí ho však některé minipivovary v USA, v Bonnu se prodává podobný druh piva, nazývaný bönsch.
Ke kölschi patří zavedený způsob podávání. Čepuje se výhradně do vysokých štíhlých sklenic o obsahu 2 dcl, zvaných Stange. Číšníci, kterým se v místním nářečí říká Köbes, roznášejí piva ve velkých stojanech s otvory (tzv. Kranz, věnec).
Existuje také nefiltrovaná varianta kölsche, známá jako Wieß.

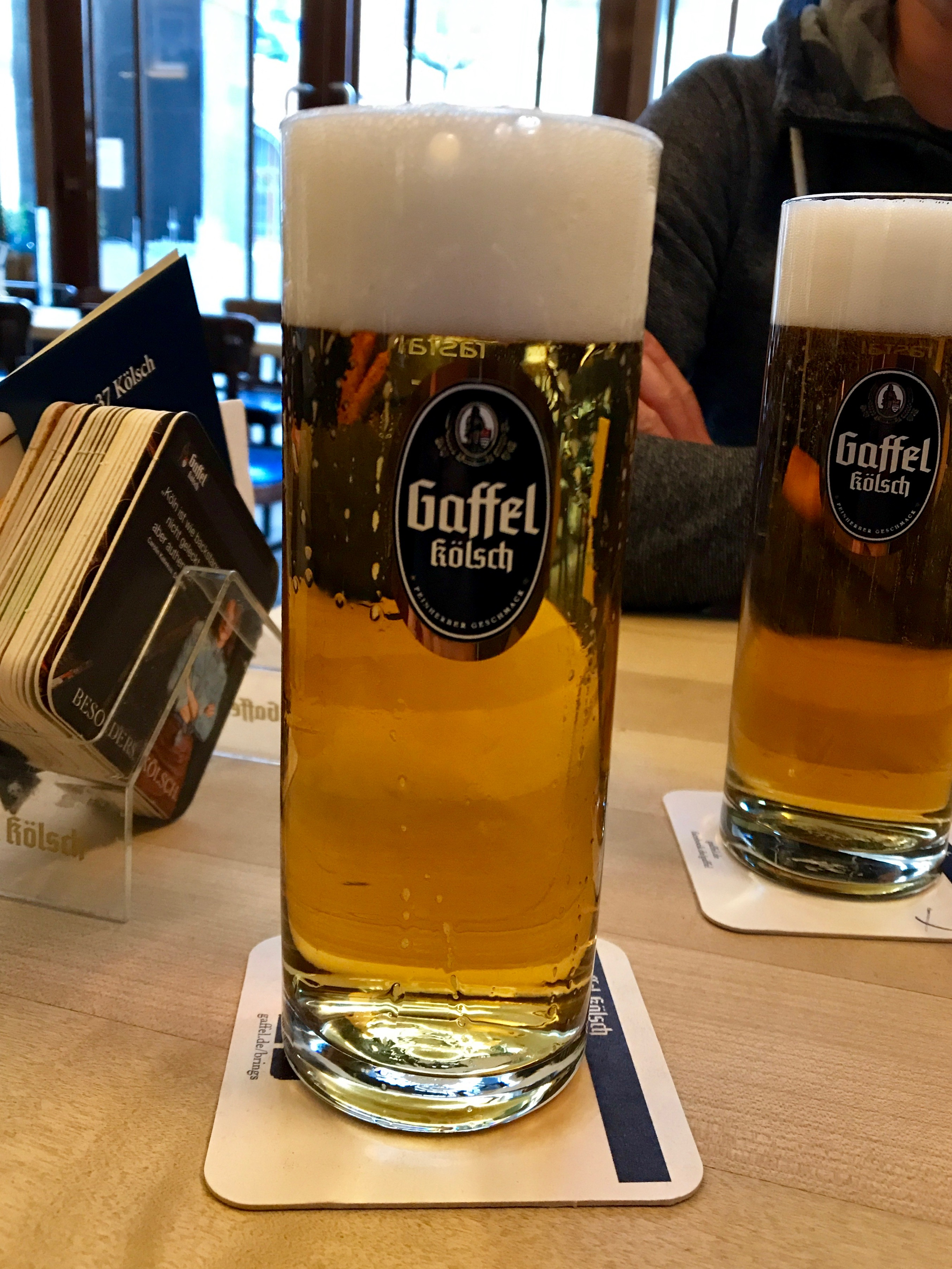
Jedno „kolínské“ čepované
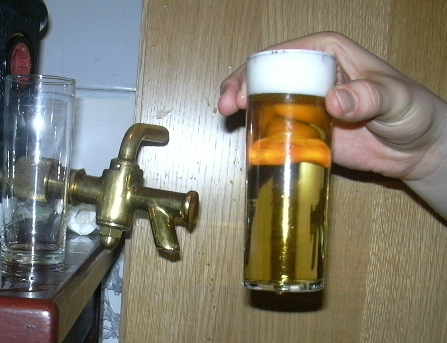
Čerstvě načepovaný kölsch
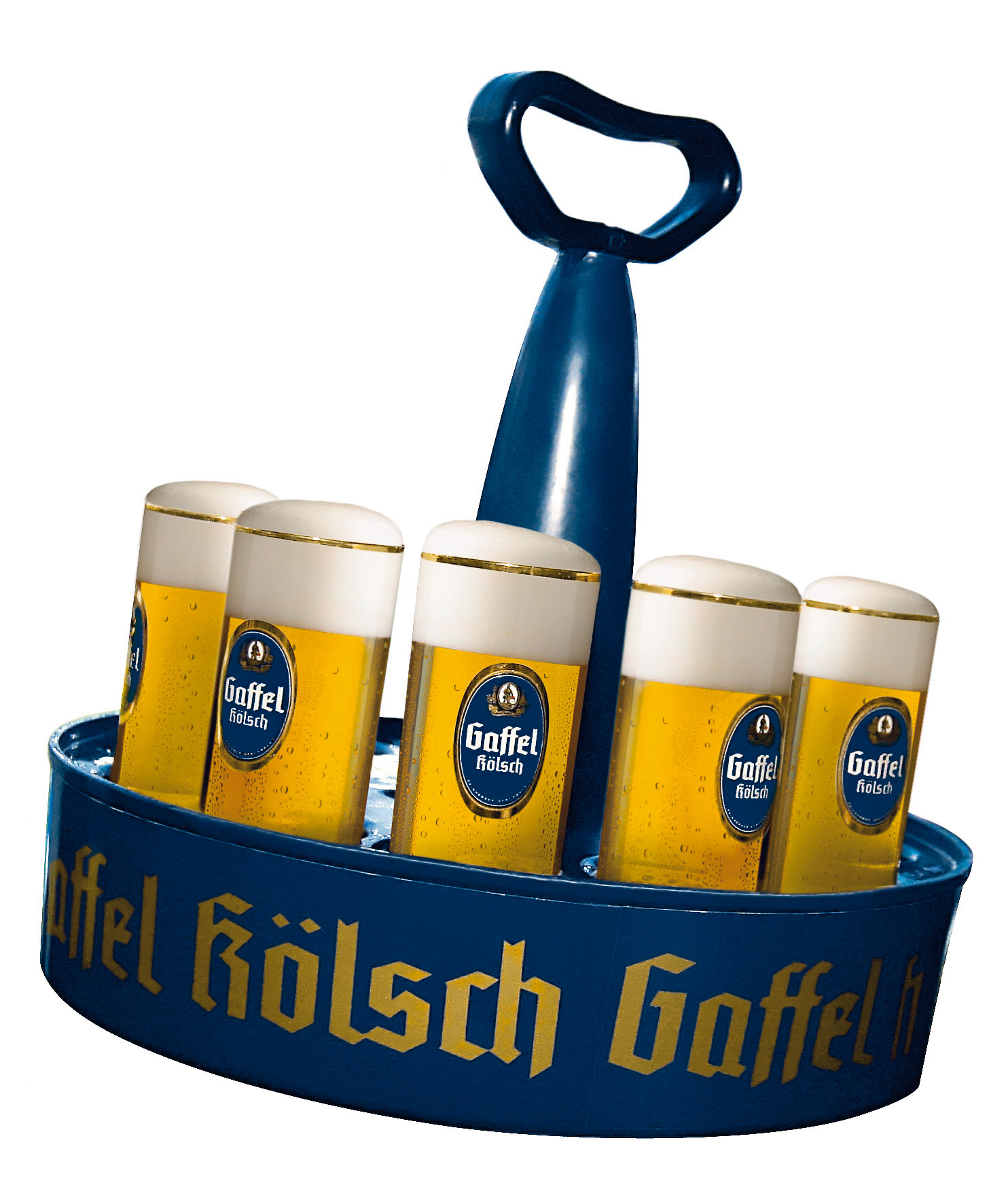
Kranz pivovaru Gaffel
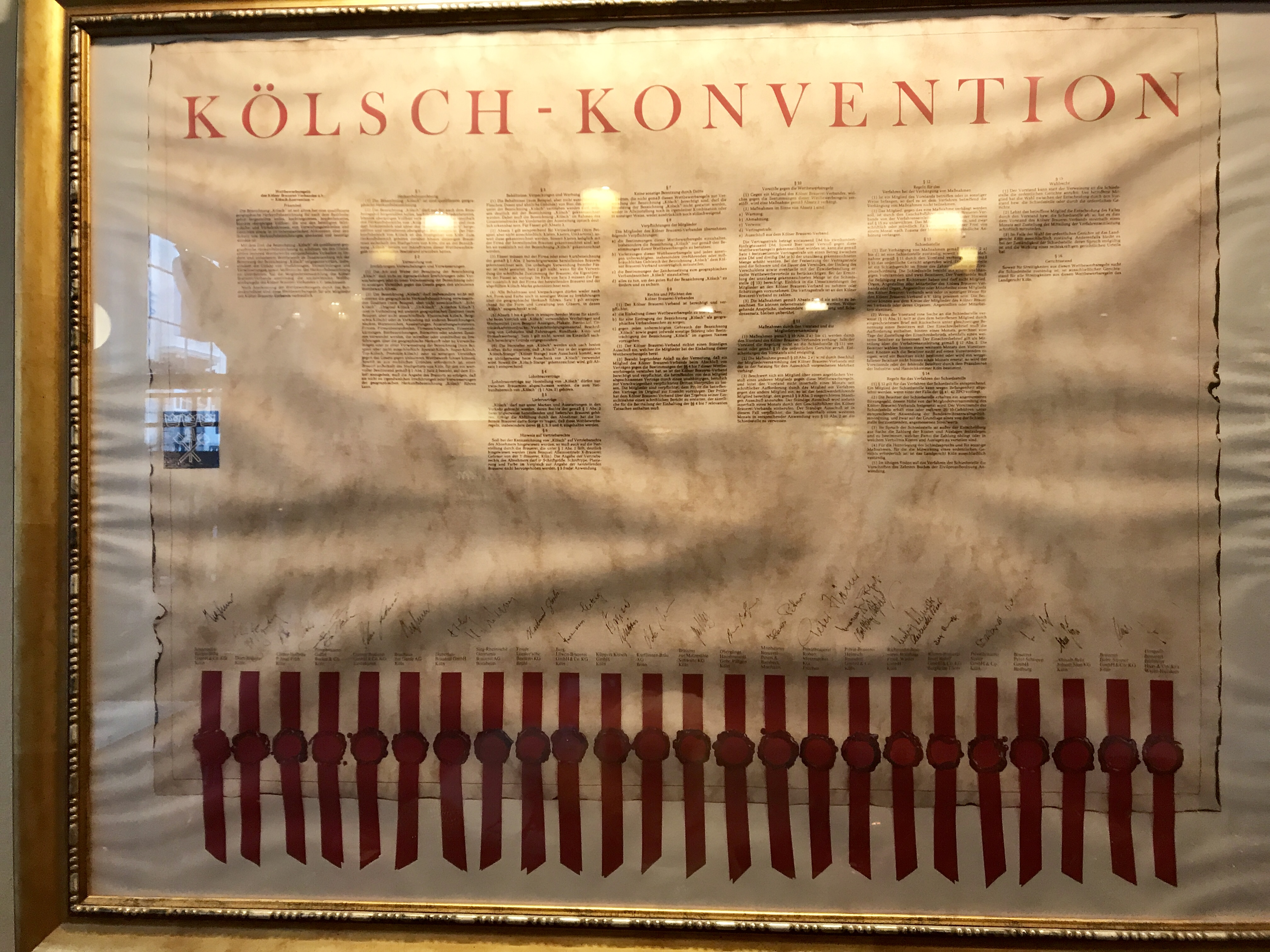
Smlouva Kölsche Konvention